# Lititz
Lititz is een plaats (borough) in de Amerikaanse staat Pennsylvania, en valt bestuurlijk gezien onder Lancaster County.

## Demografie
Bij de volkstelling in 2000 werd het aantal inwoners vastgesteld op 9029. In 2006 is het aantal inwoners door het United States Census Bureau geschat op eveneens 9029.

## Geografie
Volgens het United States Census Bureau beslaat de plaats een oppervlakte van 6,0 km², geheel bestaande uit land. Lititz ligt op ongeveer 121 m boven zeeniveau.

## Plaatsen in de nabije omgeving
De onderstaande figuur toont nabijgelegen plaatsen in een straal van 12 km rond Lititz.